# Schwarzach am Main
Schwarzach am Main, Schwarzach a.Main – gmina targowa w Niemczech, w kraju związkowym Bawaria, w rejencji Dolna Frankonia, w regionie Würzburg, w powiecie Kitzingen. Leży około 10 km na północny wschód od Kitzingen, nad Menem, przy drodze B8.

## Podział administracyjny
W skład gminy wchodzą następujące dzielnice: Düllstadt, Gerlachshausen, Hörblach, Münsterschwarzach, Schwarzenau i Stadtschwarzach.

## Zobacz też

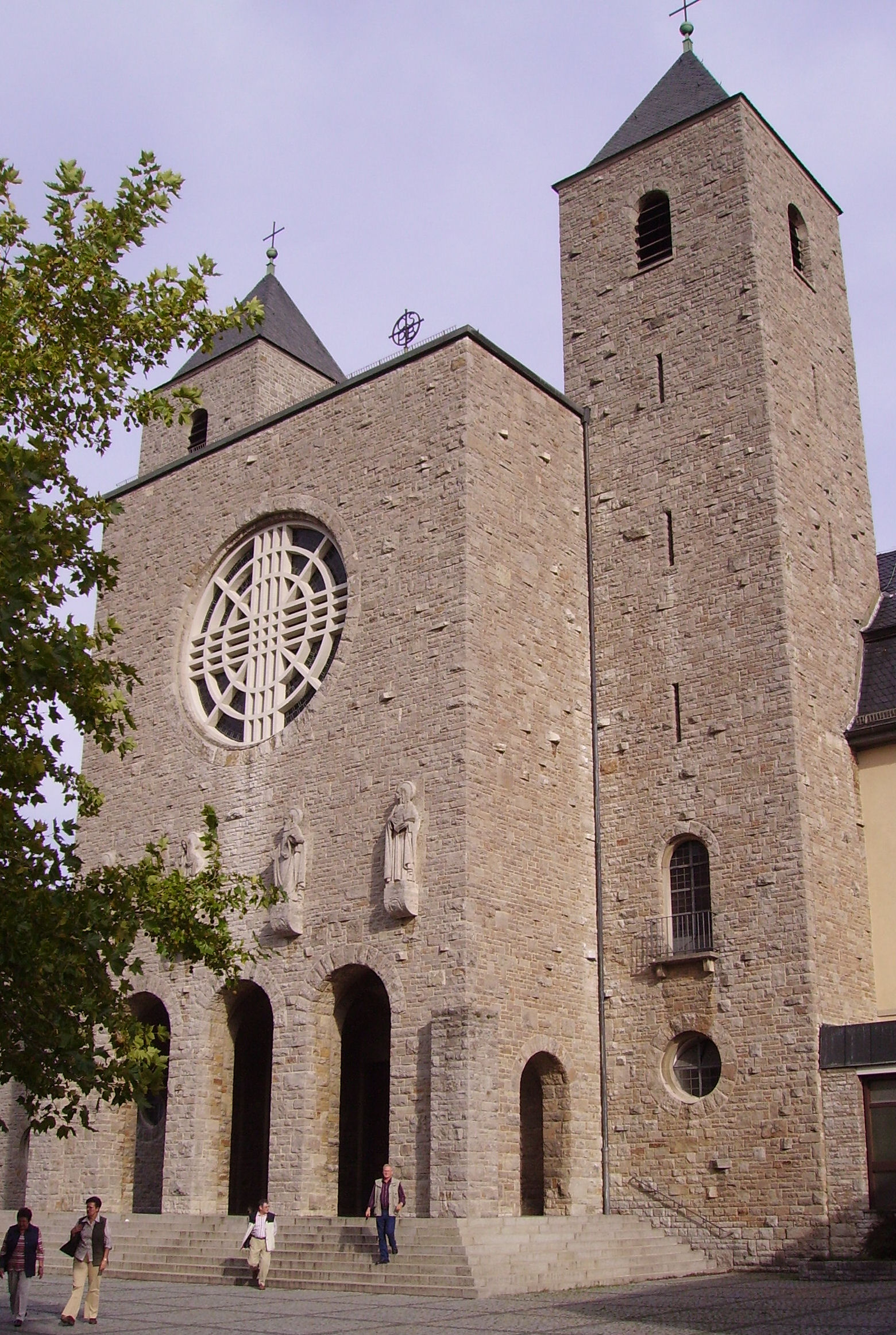
Opactwo Münsterschwarzach

## Zabytki i atrakcje
- Opactwo Münsterschwarzach